# Saló de la Fama Internacional dels esports de motor
El Saló de la Fama Internacional dels esports de motor (en anglès: International Motorsports Hall of Fame, abreujat IMHOF) és un saló de la fama amb seu a les instal·lacions del Talladega Superspeedway (anteriorment anomenat Alabama International Motor Speedway), al comtat de Talladega (Alabama). Consagra aquells qui han contribuït de forma destacada als esports de motor, ja sigui com a desenvolupadors, conductors, enginyers o propietaris.

## Història

### Durant elseglexx
L'IMHOF es va establir a començaments de 1970 després que el fundador de la NASCAR, Bill France Sr., decidís de contractar el promotor de curses de short track Don Naman per a construir un museu i un saló de la fama dedicats a «preservar la història dels esports de motor i consagrar aquells qui n'han estat responsables del creixement». El 1975, el governador d'Alabama, George Wallace, va crear una comissió d'observadors de 18 membres per a triar un lloc on establir la seu i seleccionar-ne un disseny. Després que un referèndum estatal sobre la distribució de finançament de bons de l'estat per a construir l'IMHOF fos rebutjat, Bill France va donar 35 acres (14 ha) de terra de la família de l'antic pilot d'automobilisme Johnny Ray. France va optar per construir l'IMHOF a Alabama més que no pas a la seva ciutat natal de Daytona Beach, Florida, perquè els polítics d'aquest estat van amenaçar amb cobrar un impost al Daytona International Speedway.

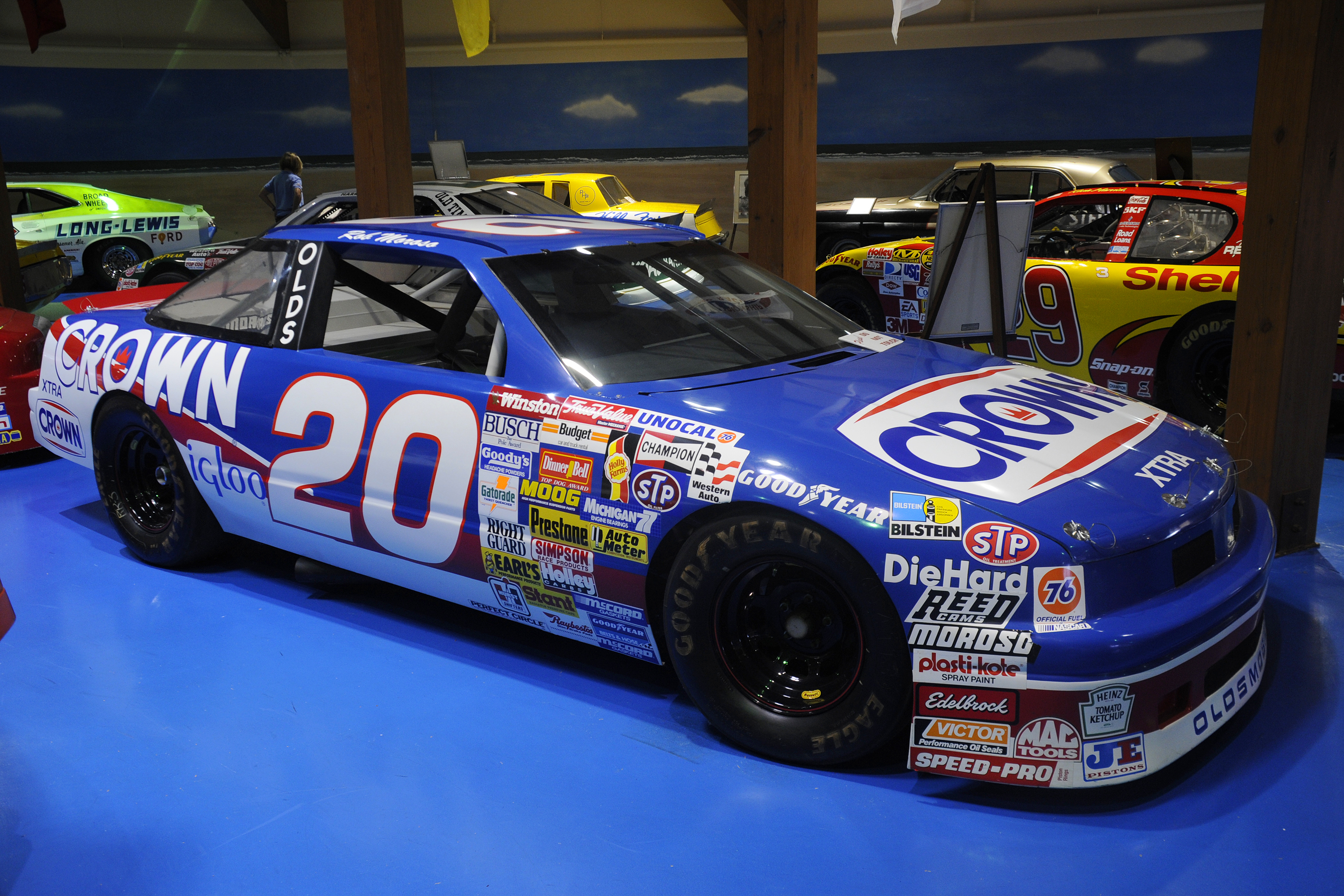
Stock cars en exposició al museu de l'IMHOF

La construcció es va dur a terme amb finançament privat i federal lliurat amb l'aprovació del nou governador d'Alabama Fob James. Durant la primera fase es van construir tres dels sis primers edificis planificats de l'IMHOF. El 26 de març de 1981 es va celebrar la cerimònia d'inauguració de la seu amb vora 100 assistents, entre ells Wallace, Bill France Sr. i Bill France Jr. La primera meitat del complex es va obrir el 28 d'abril de 1983 i la segona el 28 de juliol de 1990. Els propietaris de circuits de la International Speedway Corporation (ISC) van llogar espais d'oficines d'Alabama per a hostatjar l'IMHOF. L'equipament disposa d'un museu que conté vehicles de curses, pancartes, cascs, medalles, cartells i exhibicions de trofeus, les oficines de l'ISC i espais auxiliars. L'edifici allotja sis salons de la fama: l'Alabama Sports Writers Hall of Fame; l'Automobile Racing Club of America Hall of National Champions; l'International Motorsports Hall of Fame; el Quarter Midgets of America Hall of Fame; el Western Auto Mechanics Hall of Fame i el World Karting Hall of Fame. A banda, l'IMHOF conté també la biblioteca McCaig-Wellborn International Motorsports Research Library.
El 1988, Don Naman fou nomenat director de l'IMHOF i de seguida va començar a posar en marxa el seu objectiu d'establir un saló de la fama en funcionament. La primera cerimònia d'"inducció" (incorporació de nous membres al saló) es va celebrar al Birmingham–Jefferson Civic Center Theatre, a Birmingham (Alabama), la nit del 25 de juliol de 1990. Fou presentada per l'artista de música country i patrocinador de cotxes T. G. Sheppard i retransmesa en directe per la Nashville Network. Des d'aleshores, les cerimònies d'inducció es van celebrar el vespre del dimecres anterior a la cursa Winston 500, que es disputa a l'octubre a Talladega. Els anys 1993 i 1994, en canvi, les cerimònies es van traslladar al desembre. Després de l'obertura del Speedvision Dome el 1996, totes les cerimònies d'inducció posteriors hi van tenir lloc quatre dies abans del Winston Select 500 de Talladega, a finals d'abril.
Els homenatjats eren nominats i votats per una junta d'entre 120 i 153 periodistes internacionals dels esports de motor, així com membres de l'IMHOF, que seleccionaven un o dos nous membres o "old timers" (incorporats vius) de la llista de nominacions. La llista de nominacions estava formada per noms de candidats enviats pels membres de la junta i se n'escollien 20 finalistes, entre els quals tots els membres del jurat votaven als seus preferits. Fins a 1996, s'incorporaven anualment 10 o més personatges dels esports de motor; més tard, només es qualificaven un màxim de 10 candidats per a la votació final i, posteriorment, s'imposà un límit de sis candidats anuals. Tots els nominats havien d'estar retirats en les seves respectives categories des d'almenys cinc anys, tot i que podien restar actius en qualsevol dels seus respectius campionats en una cilindrada diferent. Alguns pilots actius podien ser incorporats si superaven el límit d'edat de 61 anys. Els futurs candidats havien d'esperar 15 anys abans de ser elegibles per a la incorporació, per a la qual calia una participació mínima del 51%. A diferència d'altres salons de la fama esportius, no es van concedir exempcions a les principals estrelles de les curses per a permetre'n la incorporació abans que hagués transcorregut el període d'espera de cinc anys.

### Durant elseglexxi
Durant el període en què el saló de la fama va estar actiu entre la dècada del 1990 i el 2013, es van incorporar un total de 145 membres al saló. Els 20 inaugurals, Buck Baker, Jack Brabham, Malcolm Campbell, Jim Clark, Mark Donohue, Juan Manuel Fangio, France Sr., Graham Hill, Tony Hulman, Junior Johnson, Parnelli Jones, Stirling Moss, Barney Oldfield, Lee Petty, Fireball Roberts, Jackie Stewart, Mickey Thompson, Bobby Unser i Smokey Yunick, van ser incorporats el 1990. A més, s'hi van afegir tres dones: el 1999, Louise Smith (antiga pilot de la NASCAR durant les dècades de 1940 i 1950) va esdevenir la primera dona a ser incorporada al saló; les altres dues van ser la múltiple campiona del campionat de dragsters NHRA Top Fuel Shirley Muldowney, el 2004, i Janet Guthrie, incorporada dos anys més tard.
El 1999, Wendell Scott, el primer pilot afroamericà a guanyar una prova de la NASCAR Cup Series (el desembre de 1963), va esdevenir el primer afroamericà a ser incorporat al saló. No es va incorporat ningú els anys 1995 i 2010 i ningú no ha estat incorporat des del 2014.

## Llista d'incorporats
| Incorporació pòstuma | Indica incorporació pòstuma |

| Nacionalitat | Membre             | Ocupació                                         | Incorporat | Refs.                |
| ------------ | ------------------ | ------------------------------------------------ | ---------- | -------------------- |
| Estats Units | Buck Baker         | Conductor de stock cars                          | 1990       | [ 31 ] [ 32 ] [ 33 ] |
| Austràlia    | Jack Brabham       | Conductor de monoplaces                          | 1990       | [ 31 ] [ 32 ] [ 33 ] |
| Regne Unit   | Malcolm Campbell   | Conductor de monoplaces                          | 1990       | [ 31 ] [ 32 ] [ 33 ] |
| Regne Unit   | Jim Clark          | Conductor de monoplaces                          | 1990       | [ 31 ] [ 32 ] [ 33 ] |
| Estats Units | Mark Donohue       | Conductor de monoplaces                          | 1990       | [ 31 ] [ 32 ] [ 33 ] |
| Argentina    | Juan Manuel Fangio | Conductor de monoplaces                          | 1990       | [ 31 ] [ 32 ] [ 33 ] |
| Estats Units | Bill France Sr.    | Directiu de campionat                            | 1990       | [ 31 ] [ 32 ] [ 33 ] |
| Estats Units | Dan Gurney         | Conductor d'automòbils                           | 1990       | [ 31 ] [ 32 ] [ 33 ] |
| Regne Unit   | Graham Hill        | Conductor d'automòbils                           | 1990       | [ 31 ] [ 32 ] [ 33 ] |
| Estats Units | Tony Hulman        | Directiu de pista                                | 1990       | [ 31 ] [ 32 ] [ 33 ] |
| Estats Units | Junior Johnson     | Conductor de stock cars                          | 1990       | [ 31 ] [ 32 ] [ 33 ] |
| Estats Units | Parnelli Jones     | Conductor de monoplaces                          | 1990       | [ 31 ] [ 32 ] [ 33 ] |
| Regne Unit   | Stirling Moss      | Conductor d'automòbils                           | 1990       | [ 31 ] [ 32 ] [ 33 ] |
| Estats Units | Barney Oldfield    | Conductor de monoplaces                          | 1990       | [ 31 ] [ 32 ] [ 33 ] |
| Estats Units | Lee Petty          | Conductor de stock cars                          | 1990       | [ 31 ] [ 32 ] [ 33 ] |
| Estats Units | Fireball Roberts   | Conductor de stock cars                          | 1990       | [ 31 ] [ 32 ] [ 33 ] |
| Regne Unit   | Jackie Stewart     | Conductor de monoplaces                          | 1990       | [ 31 ] [ 32 ] [ 33 ] |
| Estats Units | Mickey Thompson    | Constructor de vehicles                          | 1990       | [ 31 ] [ 32 ] [ 33 ] |
| Estats Units | Bobby Unser        | Conductor de monoplaces                          | 1990       | [ 31 ] [ 32 ] [ 33 ] |
| Estats Units | Smokey Yunick      | Enginyer d'automòbils                            | 1990       | [ 31 ] [ 32 ] [ 33 ] |
| Estats Units | Tony Bettenhausen  | Conductor de monoplaces                          | 1991       | [ 34 ] [ 19 ]        |
| Estats Units | Ralph DePalma      | Conductor de monoplaces                          | 1991       | [ 34 ] [ 19 ]        |
| Estats Units | Tim Flock          | Conductor de stock cars                          | 1991       | [ 35 ] [ 36 ]        |
| Estats Units | Phil Hill          | Conductor de monoplaces                          | 1991       | [ 34 ] [ 19 ]        |
| Estats Units | Ned Jarrett        | Conductor de monoplaces/Locutor                  | 1991       | [ 35 ] [ 36 ]        |
| Estats Units | Fred Lorenzen      | Conductor de stock cars                          | 1991       | [ 35 ] [ 36 ]        |
| Nova Zelanda | Bruce McLaren      | Constructor d'automòbils/Conductor d'automòbils  | 1991       | [ 34 ] [ 19 ]        |
| Estats Units | Wilbur Shaw        | Conductor de monoplaces                          | 1991       | [ 34 ] [ 19 ]        |
| Estats Units | Carroll Shelby     | Constructor de vehicles                          | 1991       | [ 34 ] [ 19 ]        |
| Estats Units | Bill Vukovich      | Conductor de monoplaces                          | 1991       | [ 34 ] [ 19 ]        |
| Itàlia       | Alberto Ascari     | Conductor de monoplaces                          | 1992       | [ 37 ] [ 38 ]        |
| Estats Units | Louis Chevrolet    | Constructor d'automòbils/Conductor de monoplaces | 1992       | [ 37 ] [ 38 ]        |
| Estats Units | Andy Granatelli    | Contribuidor als esports de motor                | 1992       | [ 37 ] [ 38 ]        |
| Estats Units | Peter Gregg        | Conductor de cotxes esportius                    | 1992       | [ 37 ] [ 38 ]        |
| Estats Units | Louis Meyer        | Conductor de monoplaces                          | 1992       | [ 37 ] [ 38 ]        |
| Estats Units | Wally Parks        | Contribuidor als esports de motor                | 1992       | [ 37 ] [ 38 ]        |
| Estats Units | Eddie Rickenbacker | Contribuidor als esports de motor                | 1992       | [ 37 ] [ 38 ]        |
| Estats Units | Kenny Roberts      | Pilot de motociclisme                            | 1992       | [ 37 ] [ 38 ]        |
| Estats Units | Curtis Turner      | Conductor de stock cars                          | 1992       | [ 37 ] [ 38 ]        |
| Estats Units | Rodger Ward        | Conductor de monoplaces                          | 1992       | [ 37 ] [ 38 ]        |
| Estats Units | Bobby Allison      | Conductor de stock cars                          | 1993       | [ 39 ] [ 40 ]        |
| Estats Units | George Bignotti    | Mecànic d'automòbils                             | 1993       | [ 39 ] [ 40 ]        |
| Estats Units | Henry Ford         | Constructor d'automòbils                         | 1993       | [ 39 ] [ 40 ]        |
| Estats Units | Al Holbert         | Conductor de cotxes esportius                    | 1993       | [ 41 ]               |
| Àustria      | Niki Lauda         | Conductor de monoplaces                          | 1993       | [ 39 ] [ 40 ]        |
| Estats Units | Rex Mays           | Conductor de monoplaces                          | 1993       | [ 39 ] [ 40 ]        |
| Estats Units | David Pearson      | Conductor de stock cars                          | 1993       | [ 39 ] [ 40 ]        |
| Estats Units | Cale Yarborough    | Conductor de stock cars                          | 1993       | [ 39 ] [ 40 ]        |
| Regne Unit   | Colin Chapman      | Constructor d'automòbils                         | 1994       | [ 42 ]               |
| Itàlia       | Enzo Ferrari       | Constructor d'automòbils                         | 1994       | [ 42 ]               |
| Estats Units | Tiny Lund          | Conductor de stock cars                          | 1994       | [ 42 ]               |
| Estats Units | John Marcum        | Contribuidor als esports de motor                | 1994       | [ 43 ]               |
| Estats Units | Ralph Moody        | Conductor de stock cars/Propietari de cotxes     | 1994       | [ 42 ]               |
| Estats Units | Benny Parsons      | Conductor de stock cars                          | 1994       | [ 44 ]               |
| Estats Units | Mauri Rose         | Conductor de monoplaces                          | 1994       | [ 42 ]               |
| Estats Units | Herb Thomas        | Conductor de stock cars                          | 1994       | [ 42 ]               |
| Estats Units | Joe Weatherly      | Conductor de stock cars                          | 1994       | [ 42 ]               |
| Estats Units | Richie Evans       | Conductor de stock cars                          | 1996       | [ 45 ]               |
| Regne Unit   | Donald Healey      | Constructor d'automòbils                         | 1996       | [ 46 ] [ 47 ]        |
| Estats Units | Bobby Isaac        | Conductor de stock cars                          | 1996       | [ 46 ] [ 47 ]        |
| Alemanya     | Ferdinand Porsche  | Constructor d'automòbils                         | 1996       | [ 46 ] [ 47 ]        |
| Estats Units | Johnny Rutherford  | Conductor de monoplaces                          | 1996       | [ 48 ]               |
| Regne Unit   | John Surtees       | Conductor de monoplaces/Pilot de motociclisme    | 1996       | [ 46 ] [ 47 ]        |
| Estats Units | Buddy Baker        | Conductor de stock cars                          | 1997       | [ 49 ] [ 50 ]        |
| Estats Units | Ralph Earnhardt    | Conductor de stock cars                          | 1997       | [ 49 ] [ 50 ]        |
| Estats Units | Don Garlits        | Pilot de dragster/Enginyer d'automoció           | 1997       | [ 49 ] [ 50 ]        |
| Estats Units | Jim Hall           | Conductor/Propietari de cotxes                   | 1997       | [ 49 ] [ 50 ]        |
| Estats Units | Rick Mears         | Conductor de monoplaces                          | 1997       | [ 49 ] [ 50 ]        |
| Estats Units | Richard Petty      | Conductor de stock cars                          | 1997       | [ 49 ] [ 50 ]        |
| Estats Units | Davey Allison      | Conductor de stock cars                          | 1998       | [ 51 ]               |
| Alemanya     | Rudolf Caracciola  | Conductor de monoplaces                          | 1998       | [ 51 ]               |
| Estats Units | Banjo Matthews     | Conductor de stock cars                          | 1998       | [ 51 ]               |
| Itàlia       | Tazio Nuvolari     | Conductor de monoplaces                          | 1998       | [ 51 ]               |
| Estats Units | Roger Penske       | Constructor d'automòbils                         | 1998       | [ 51 ]               |
| Estats Units | Al Unser           | Conductor de monoplaces                          | 1998       | [ 51 ]               |
| Estats Units | Harry Hyde         | Cap d'equip                                      | 1999       | [ 52 ]               |
| Estats Units | Gordon Johncock    | Conductor de monoplaces                          | 1999       | [ 52 ]               |
| França       | Alain Prost        | Conductor de monoplaces                          | 1999       | [ 53 ]               |
| Estats Units | Wendell Scott      | Conductor de stock cars                          | 1999       | [ 30 ]               |
| Estats Units | Louise Smith       | Conductor de stock cars                          | 1999       | [ 27 ]               |
| Estats Units | Mario Andretti     | Conductor d'automòbils                           | 2000       | [ 54 ]               |
| Estats Units | Craig Breedlove    | Propietari de rècord de velocitat terrestre      | 2000       | [ 55 ]               |
| Estats Units | A. J. Foyt         | Conductor de monoplaces                          | 2000       | [ 55 ]               |
| Brasil       | Nelson Piquet      | Conductor de monoplaces                          | 2000       | [ 55 ]               |
| Estats Units | Don Prudhomme      | Pilot de dragster                                | 2000       | [ 55 ]               |
| Brasil       | Ayrton Senna       | Conductor de monoplaces                          | 2000       | [ 55 ]               |
| Estats Units | Neil Bonnett       | Conductor de stock cars                          | 2001       | [ 56 ]               |
| Estats Units | Jimmy Bryan        | Conductor de monoplaces                          | 2001       | [ 57 ]               |
| Regne Unit   | Mike Hailwood      | Conductor/Pilot de motociclisme                  | 2001       | [ 58 ]               |
| Estats Units | Fred Offenhauser   | Enginyer d'automòbils                            | 2001       | [ 56 ]               |
| Itàlia       | Ettore Bugatti     | Constructor d'automòbils                         | 2002       | [ 59 ] [ 60 ]        |
| Nova Zelanda | Denny Hulme        | Conductor d'automòbils                           | 2002       | [ 59 ] [ 60 ]        |
| Bèlgica      | Jacky Ickx         | Conductor d'automòbils                           | 2002       | [ 59 ] [ 60 ]        |
| Estats Units | Alan Kulwicki      | Conductor de stock cars                          | 2002       | [ 59 ] [ 60 ]        |
| Estats Units | Tim Richmond       | Conductor d'automòbils                           | 2002       | [ 59 ] [ 60 ]        |
| Estats Units | Glen Wood          | Propietari de cotxes                             | 2002       | [ 59 ] [ 60 ]        |
| Estats Units | Briggs Cunningham  | Conductor de cotxes esportius                    | 2003       | [ 61 ]               |
| Brasil       | Emerson Fittipaldi | Conductor de monoplaces                          | 2003       | [ 61 ]               |
| Estats Units | Ray Fox            | Constructor de motors/Propietari de cotxes       | 2003       | [ 61 ]               |
| Estats Units | Mel Kenyon         | Conductor de midgets                             | 2003       | [ 61 ]               |
| Estats Units | A. J. Watson       | Constructor d'automòbils/Mecànic d'automòbils    | 2003       | [ 61 ]               |
| Estats Units | Red Farmer         | Conductor de stock cars                          | 2004       | [ 62 ]               |
| Estats Units | Bill France Jr.    | Directiu de campionat                            | 2004       | [ 62 ]               |
| Estats Units | Shirley Muldowney  | Pilot de dragster                                | 2004       | [ 28 ]               |
| Estats Units | Bill Muncey        | Pilot d'hidroplans                               | 2004       | [ 63 ]               |
| Estats Units | Bobby Rahal        | Conductor de monoplaces                          | 2004       | [ 64 ]               |
| Estats Units | Joe Amato          | Pilot de dragster                                | 2005       | [ 65 ]               |
| Estats Units | Bob Glidden        | Pilot de dragster                                | 2005       | [ 65 ]               |
| Estats Units | Chip Hanauer       | Pilot d'hidroplans                               | 2005       | [ 66 ]               |
| Regne Unit   | Nigel Mansell      | Conductor de monoplaces                          | 2005       | [ 67 ]               |
| Estats Units | Darrell Waltrip    | Conductor de stock cars                          | 2005       | [ 67 ]               |
| Estats Units | Dale Earnhardt     | Conductor de stock cars                          | 2006       | [ 29 ]               |
| Estats Units | Harry Gant         | Conductor de stock cars                          | 2006       | [ 29 ]               |
| Estats Units | Janet Guthrie      | Conductor d'automòbils                           | 2006       | [ 29 ]               |
| Estats Units | Jack Roush         | Propietari de cotxes                             | 2006       | [ 68 ]               |
| Estats Units | Humpy Wheeler      | Promotor de curses                               | 2006       | [ 29 ]               |
| Estats Units | Junie Donlavey     | Conductor de stock cars                          | 2007       | [ 69 ]               |
| Estats Units | Ray Hendrick       | Conductor de stock cars                          | 2007       | [ 69 ]               |
| Estats Units | Jack Ingram        | Conductor de stock cars                          | 2007       | [ 70 ]               |
| Estats Units | Warren Johnson     | Pilot de dragster                                | 2007       | [ 71 ]               |
| Estats Units | Wayne Rainey       | Pilot de motociclisme                            | 2007       | [ 69 ]               |
| Estats Units | Bruton Smith       | Promotor de curses                               | 2007       | [ 69 ]               |
| Estats Units | Art Arfons         | Propietari de rècord de velocitat terrestre      | 2008       | [ 72 ]               |
| Estats Units | Red Byron          | Conductor de stock cars                          | 2008       | [ 72 ]               |
| Estats Units | Bill Jenkins       | Pilot de dragster/Constructor de motors          | 2008       | [ 72 ]               |
| Estats Units | Frank Kurtis       | Dissenyador de vehicles                          | 2008       | [ 72 ]               |
| Estats Units | Cotton Owens       | Conductor de stock cars                          | 2008       | [ 72 ]               |
| Estats Units | Ralph Seagraves    | Contribuidor als esports de motor                | 2008       | [ 72 ]               |
| Estats Units | J. C. Agajanian    | Promotor/Propietari de cotxes                    | 2009       | [ 73 ] [ 74 ]        |
| Estats Units | Donnie Allison     | Conductor de stock cars                          | 2009       | [ 73 ] [ 74 ]        |
| Estats Units | Jerry Cook         | Conductor de stock cars                          | 2009       | [ 73 ] [ 74 ]        |
| Estats Units | Bud Moore          | Propietari de cotxes                             | 2009       | [ 73 ] [ 74 ]        |
| Estats Units | Raymond Parks      | Propietari de cotxes                             | 2009       | [ 73 ] [ 74 ]        |
| Estats Units | John Holman        | Propietari de cotxes                             | 2011       | [ 75 ] [ 76 ]        |
| Estats Units | Jan Opperman       | Conductor d'automòbils                           | 2011       | [ 75 ] [ 76 ]        |
| Estats Units | Maurice Petty      | Cap d'equip/Constructor de motors                | 2011       | [ 75 ] [ 76 ]        |
| Regne Unit   | Brian Redman       | Conductor d'automòbils                           | 2011       | [ 75 ] [ 76 ]        |
| Estats Units | Rex White          | Conductor de stock cars                          | 2011       | [ 75 ] [ 76 ]        |
| Estats Units | Kenny Bernstein    | Pilot de dragster/Propietari de cotxes           | 2012       | [ 77 ]               |
| Estats Units | Richard Childress  | Propietari de cotxes                             | 2012       | [ 77 ]               |
| Estats Units | John Force         | Pilot de dragster                                | 2012       | [ 77 ]               |
| Estats Units | Rick Hendrick      | Propietari de cotxes                             | 2013       | [ 78 ]               |
| Estats Units | Dale Inman         | Cap d'equip                                      | 2013       | [ 78 ]               |
| Estats Units | Don Schumacher     | Constructor de dragsters                         | 2013       | [ 78 ]               |
| Estats Units | Rusty Wallace      | Conductor de stock cars                          | 2013       | [ 78 ]               |